# Daniel Leclercq

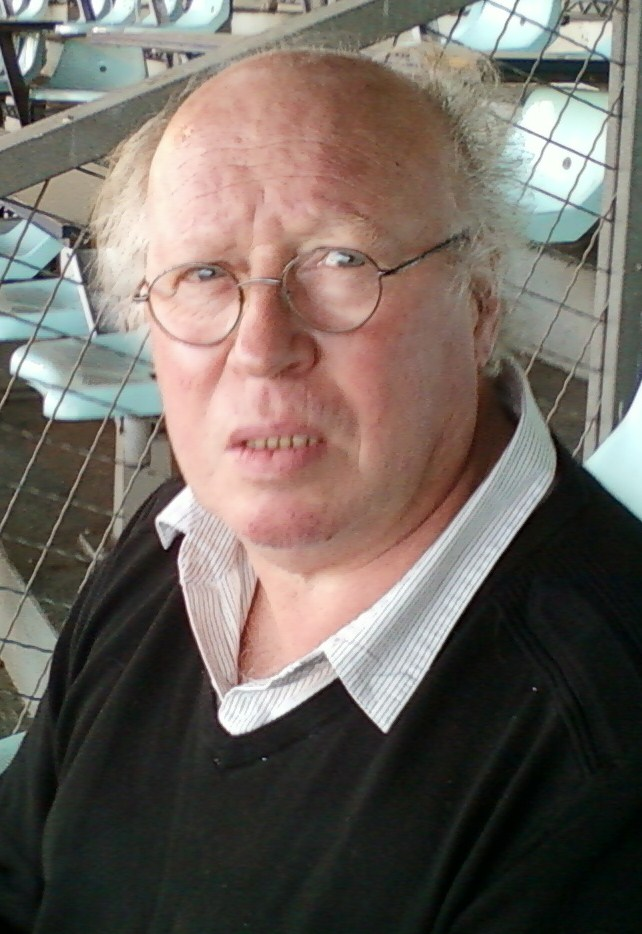
Daniel Leclercq, 2011

Daniel Leclercq (* 4. September 1949 in Trith-Saint-Léger; † 22. November 2019 auf Martinique) war ein französischer Fußballspieler. Nach seiner für den FC Valenciennes, Olympique Marseille, FC Angoulême und RC Lens bestrittenen Karriere arbeitete der wegen seiner langen weißen Haare unter dem Spitznamen Druide bekannte Abwehrspieler als Trainer und führte den RC Lens 1998 zur französischen Meisterschaft. Später war er noch zeitweise als Funktionär tätig.

## Sportlicher Werdegang
Leclercq entstammte der Jugend des FC Valenciennes und rückte als junger Spieler Ende der 1960er Jahre in die in der Division 1 antretende Wettkampfmannschaft. 1970 wechselte er zum Ligakonkurrenten Olympique Marseille, wo er in seinen ersten Jahr den Gewinn des Meistertitels feierte. 1972 gewann die Mannschaft das Double durch den parallelen Pokalsieg im Coupe de France, im Saisonverlauf war er jedoch zeitweise an den FC Angoulême verliehen. 1974 zog er zum RC Lens weiter, wo er bis 1983 unter Vertrag stand. Anschließend kehrte er zum FC Valenciennes zurück, wo er nach einer Spielzeit seine aktive Laufbahn beendete.
Nach kurzzeitigen Stationen im französischen Amateurfußball erhielt Leclercq seine erste Anstellung als Trainer im Profibereich 1986 bei seinem Heimatklub FC Valenciennes, wo er eine Saison lang tätig war. Nach erneuten Stationen im Amateurfußball kehrte er 1997 nach Lens zurück. 1998 gewann er mit dem Klub den ersten Meistertitel der Vereinsgeschichte, in einem Kopf-an-Kopf-Rennen mit dem FC Metz war letztlich die bessere Tordifferenz maßgeblich. Das Double verpasste er erst im Pokalfinale, dort setzte sich Paris Saint-Germain mit 2:1 durch. Im folgenden Jahr gewann er mit der Mannschaft die Coupe de la Ligue, ehe er 1999 abtrat. Später war er kurzzeitig beim belgischen Klub R.A.A. La Louvière tätig, ehe er 2003 nochmals für zwei weitere Spielzeiten als Trainer zum mittlerweile drittklassig antretenden FC Valenciennes zurückkehrte.
Von 2008 bis 2011 war Leclercq technischer Direktor bei RC Lens, anschließend übernahm er bis 2016 den Trainerposten beim Amateurverein Arleux-Fechain.
Leclercq starb im November 2019 auf Martinique im Alter von 70 Jahren an den Folgen einer Lungenembolie.